# メトロライナー (電車)
メトロライナー (Metroliner) は、アメリカ合衆国の電車。1969年に運行を開始した高速列車「メトロライナー」に投入され、ニューヨーク - ワシントン間を最高速度190 km/hで走行した。1980年代に電気機関車牽引列車に置き換えられたが、それについては別項で扱うものとし、本項では電車について述べる。
メトロライナー電車の車体設計は、アムトラックが1975年に導入したアムフリート客車にも取り入れられた。

## 沿革

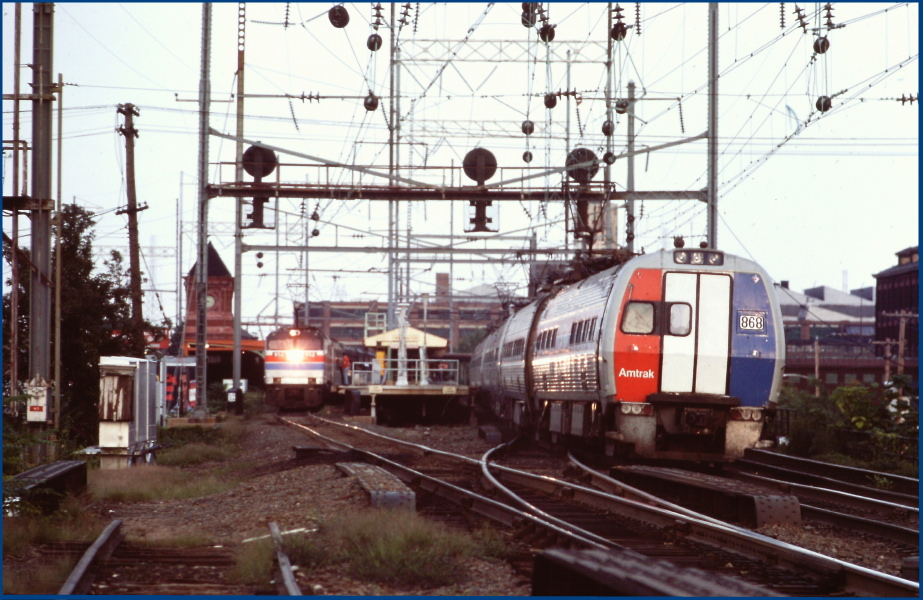
初期のアムトラック塗装(Phase I)のメトロライナー電車。（右手前、1977年）

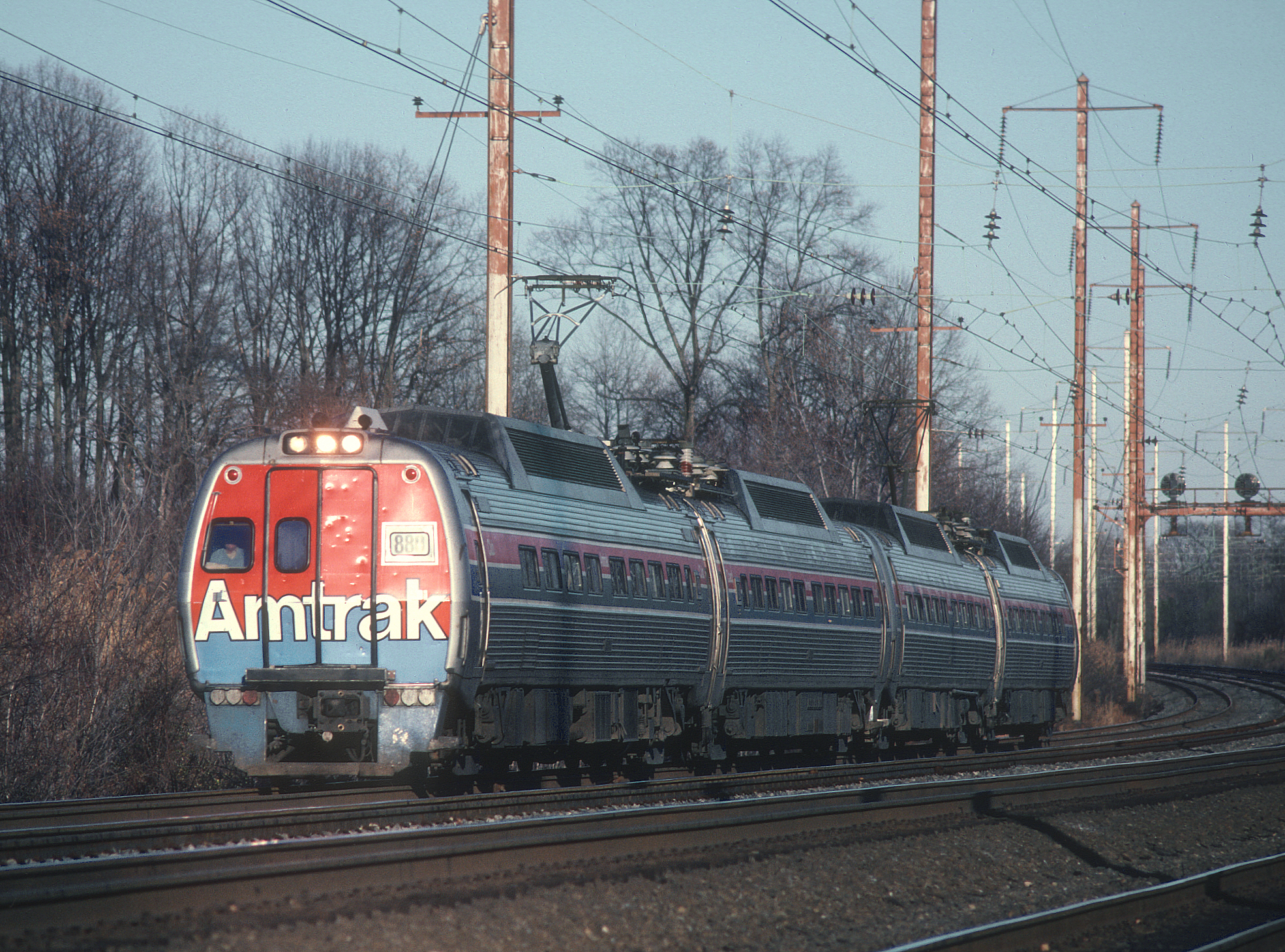
電車としては晩年のメトロライナー。（Phase II塗装、1980年）

ペンシルバニア鉄道により導入が計画され、試運転も行われていたが、同社がニューヨーク・セントラル鉄道と合併してペン・セントラル鉄道となった後の1969年1月16日に営業運転を開始し、ペン・セントラル鉄道の破綻後は1971年からアムトラックに引き継がれた。アメリカ東部のメガロポリス地域（ボストン - ワシントン間）では、第二次世界大戦後は自動車と航空機、特に自動車が交通の主流となって鉄道は衰退したが、メガロポリス内の陸上輸送手段を自動車のみによるのは不可能であり、また、1964年に日本で東海道新幹線が開業し、東海道メガロポリスの交通機関として成功を収めたこともあり、アメリカでも鉄道が再評価された。その一環として開発されたのがメトロライナーである。
しかし、メトロライナー投入後も全体としてはアメリカの鉄道事業は斜陽化し、メトロライナーの運用もペン・セントラル鉄道からアムトラックに移った。1980年代に入ると車両の故障が頻発し、電車列車は退役、メトロライナーの名は電気機関車牽引の客車列車に引き継がれた。それも2000年にアセラ・エクスプレスの登場により運行を縮小、2006年には廃止された。

## 性能
この列車は11,000 V、25 Hzの交流電源による電車で、各形式とも片運転台の電動車からなり、6両を基本として2両単位での増解結が可能であった。但し電気的には各車両で完結しており、日本の国鉄新性能電車のような電動車ユニットを組んでいたわけではない。そのためもあって、車体は新幹線0系のような流線形ではなく、一般の電車と同様の切妻形をしていたが、最高速度253 km/hを記録している（新幹線0系の原型となった試験用1000形は256 km/h）。なお、設計最高速度は257 km/hとされていた。更に、ボルチモア - ウィルミントン間を区間平均速度150.1 km/hで走行したが、これは1970年代半ばの段階ではイギリス・フランス・ソ連などの最高速列車を上回り、東海道新幹線の「ひかり」に次ぐ世界第2位の記録であった。また、将来的には東海道新幹線と同等の25,000 V、60 Hzへの改造も視野に入れた構造とされていた。

## 接客設備
等級は2等級制で、日本国有鉄道のグリーン車に相当する「メトロ・クラブ」車と、同じく普通車に相当する「メトロ・コーチ」車で構成されていた。また、「メトロ・コーチ」車の一部にスナックバーがあり、そこが供食サービスの基地となっていた。車内には間接照明が用いられ、座席は航空機のようなリクライニングシートを備え、また列車電話の設備も備えていた。

## 制御客車への転用

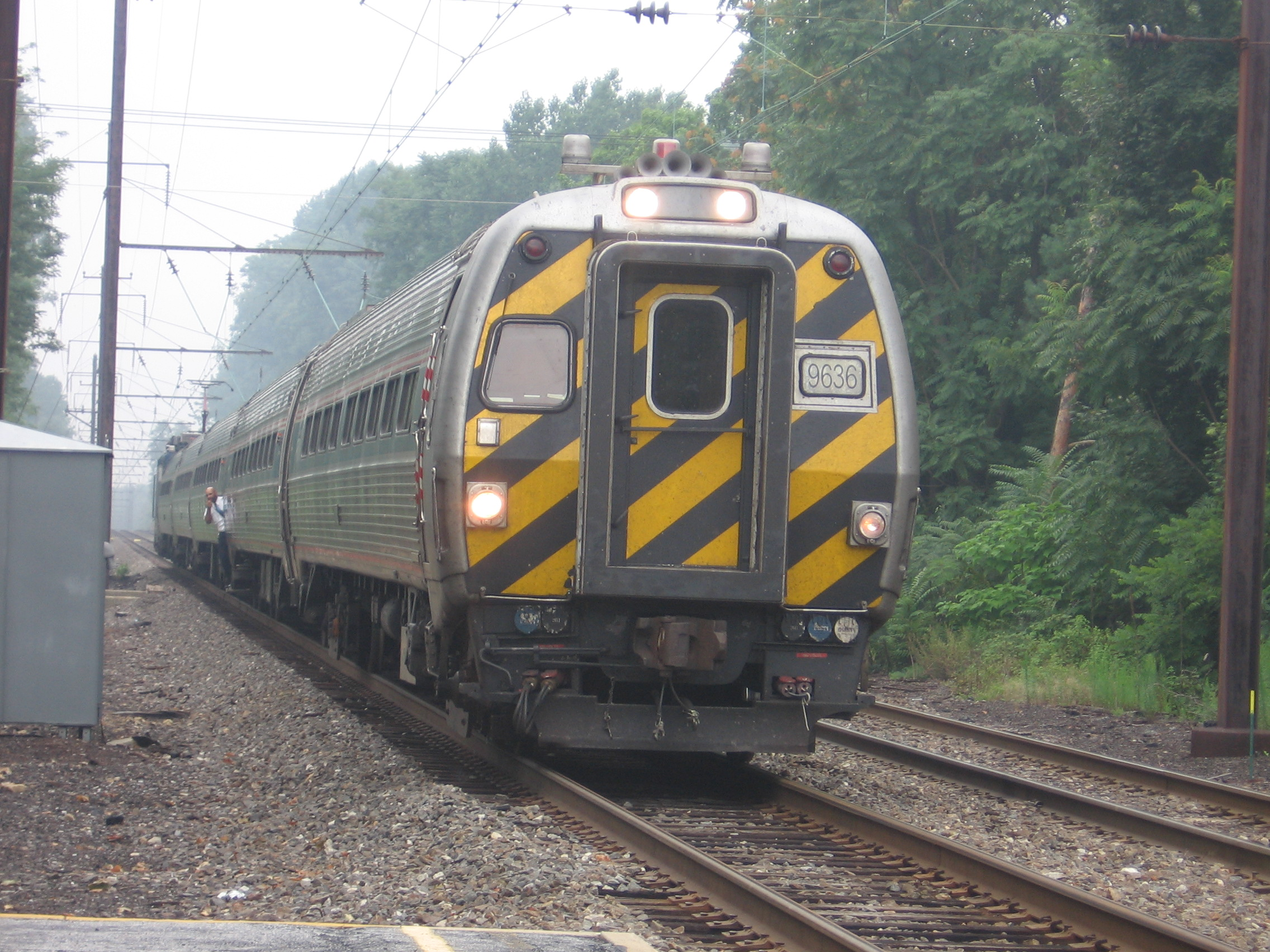
制御車に改造された、メトロライナーの先頭車。

メトロライナー電車の一部は、メトロライナー運用から外れた後で電装解除や正面を警戒色とするなどの改造を受け、プッシュプル運転用の制御車となり、現在も一部のアムトラック客車列車の後端に連結されて活躍を続けている。

## 保存

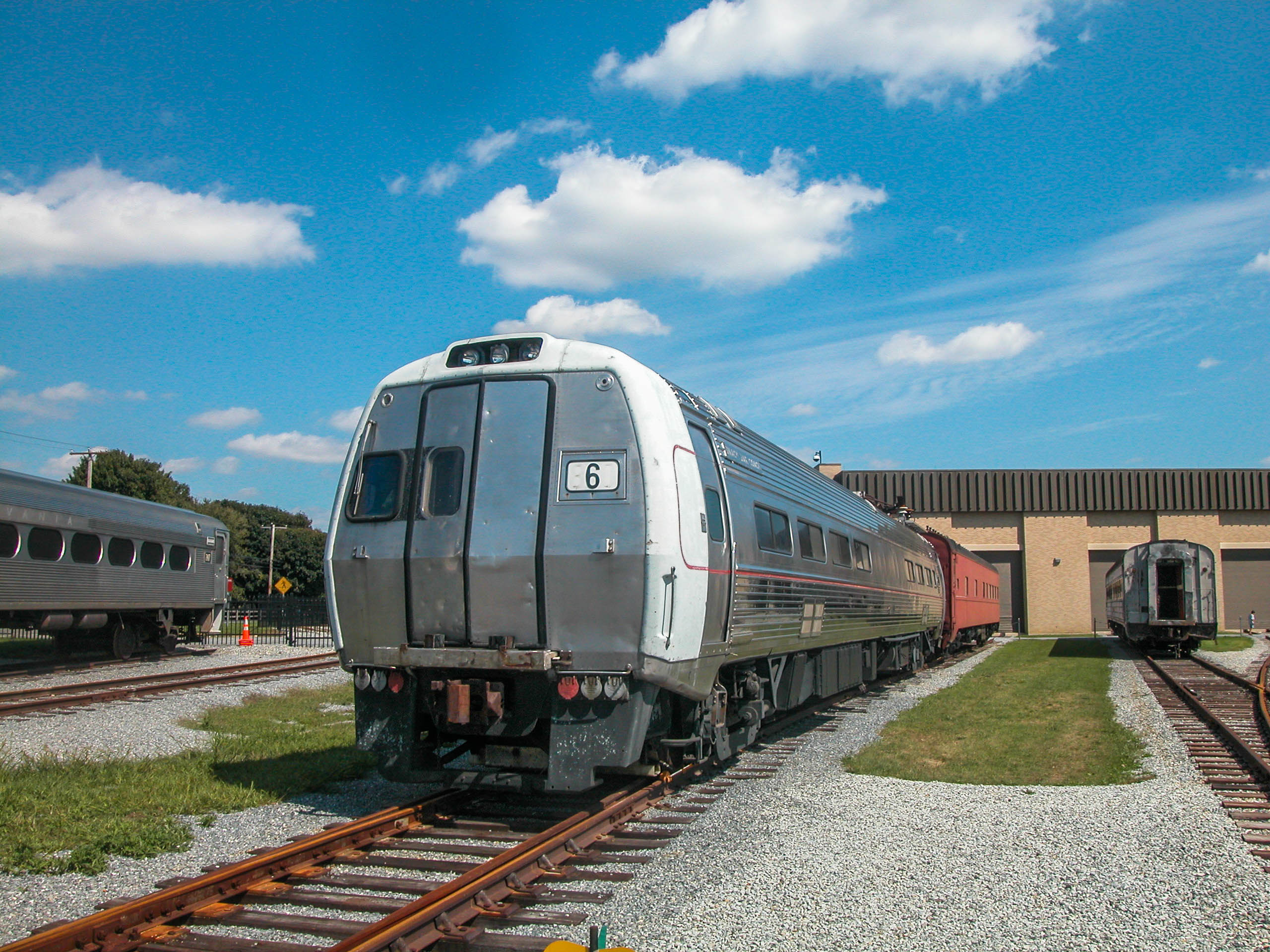
ペンシルバニア鉄道博物館で保存されている860号車

上記「スナックバー」を有する一両(860号車)が、概ね原型の内外装によりペンシルバニア鉄道博物館にて保存されている。
なお、この保存車や前述の制御車に改造されたものなどを除く大半の車輛は、2010年にアムトラックにより廃車解体されている。